# Декларация о преступлениях коммунизма
Декларация о преступлениях коммунизма является декларацией, подписанной 25 февраля 2010 года несколькими известными европейскими политиками, бывшими политическими заключенными и историками, в которой содержится призыв к осуждению коммунистических режимов Декларация была принята в ходе международной конференции «Преступления коммунистических режимов», которая была организована правительством Чешской республики, при содействии «Института по изучению тоталитарных режимов», совместно с учреждениями-партнерами из рабочей группы «Европейской памяти и совести» и прошла в чешском Сенате с 24 по 26 февраля 2010 года под патронажем премьер-министра Чехии Яна Фишера.

## Подписавшие
Среди прочих, декларацию подписали:
- Вице-президент Чешского сената, депутат чешского парламента Иржи Лишка
- Первый заместитель председателя Палаты депутатов Парламента Чешской Республики Мирослава Немцова
- Председатель комитета по правам человека Европейского парламента Хейди Хаутала (Финляндия)
- Президент комиссии Парламентской ассамблеи Совета Европы по политическим вопросам и председатель шведской делегации в ПАСЕ Горан Линблад (Швеция)
- Бывший диссидент, член Европейского парламента Сандра Калниете (Латвия)
- Бывший диссидент, член Европейского парламента Тунне Келам (Эстония)
- Заместитель председателя Совета Научно-информационного и просветительского центра общества «Мемориал» Никита Петров (Россия)
- Диссидент и правозащитник У Хунда (Гарри У, Китай, впоследствии США)
- Епископ, бывший диссидент, член Европейского парламента Ласло Тёкеш (Румыния)
- Член Европейского парламента Милан Звер (Словения)
- Бывший член Европейского парламента Яна Гибашкова (Чешская республика)
- Бывший сенатор Парламента Чешской Республики Мартин Мейстржик

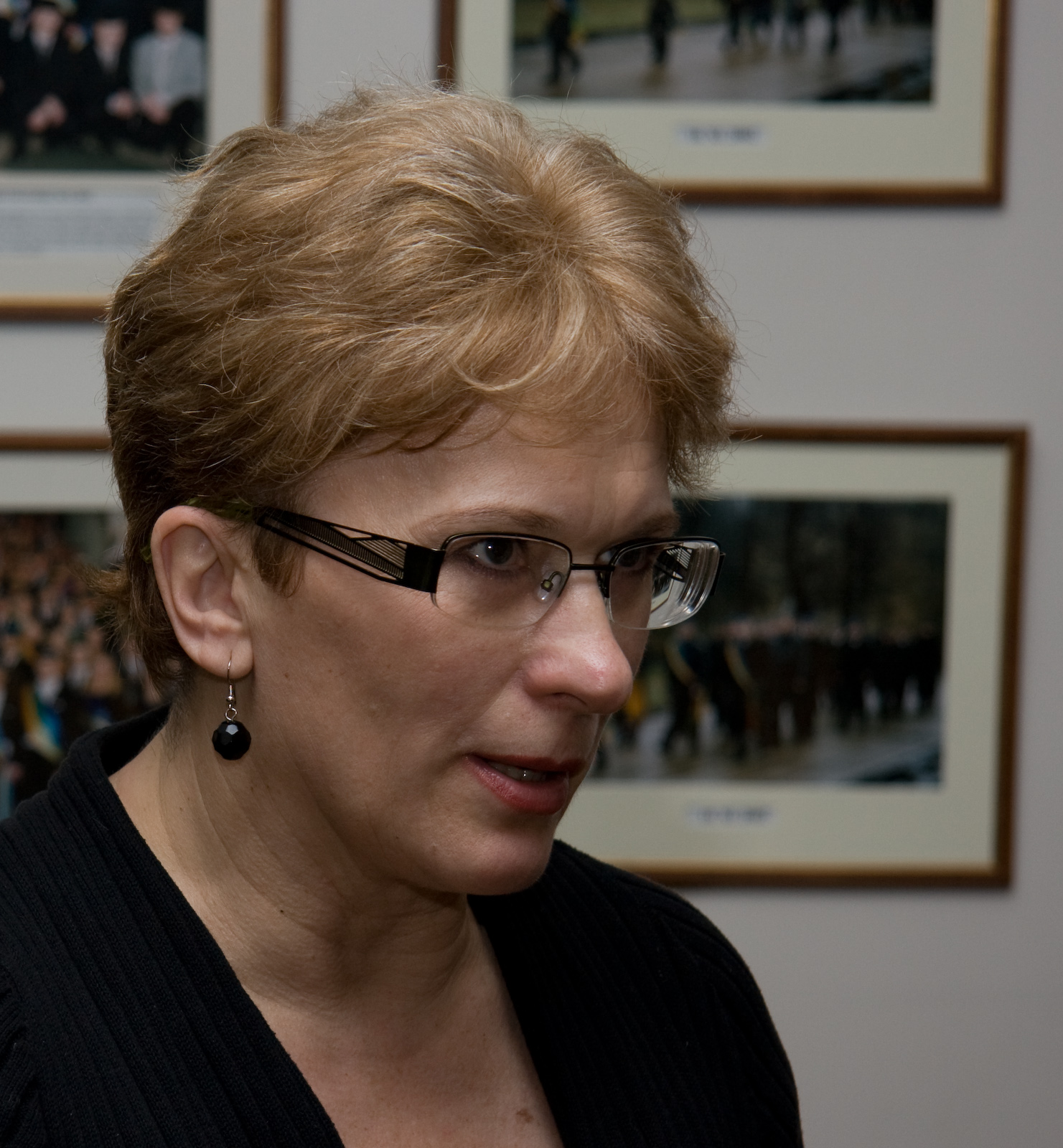
Одна из подписавших Сандра Калниете Бывший диссидент, член Европейского парламента от Латвии
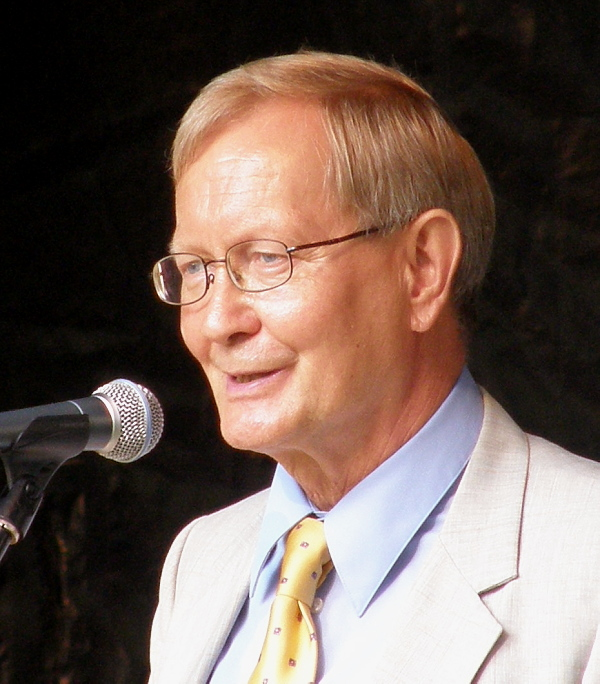
Один из подписавших Тунне Келам, бывший диссидент, член Европейского парламента от Эстонии
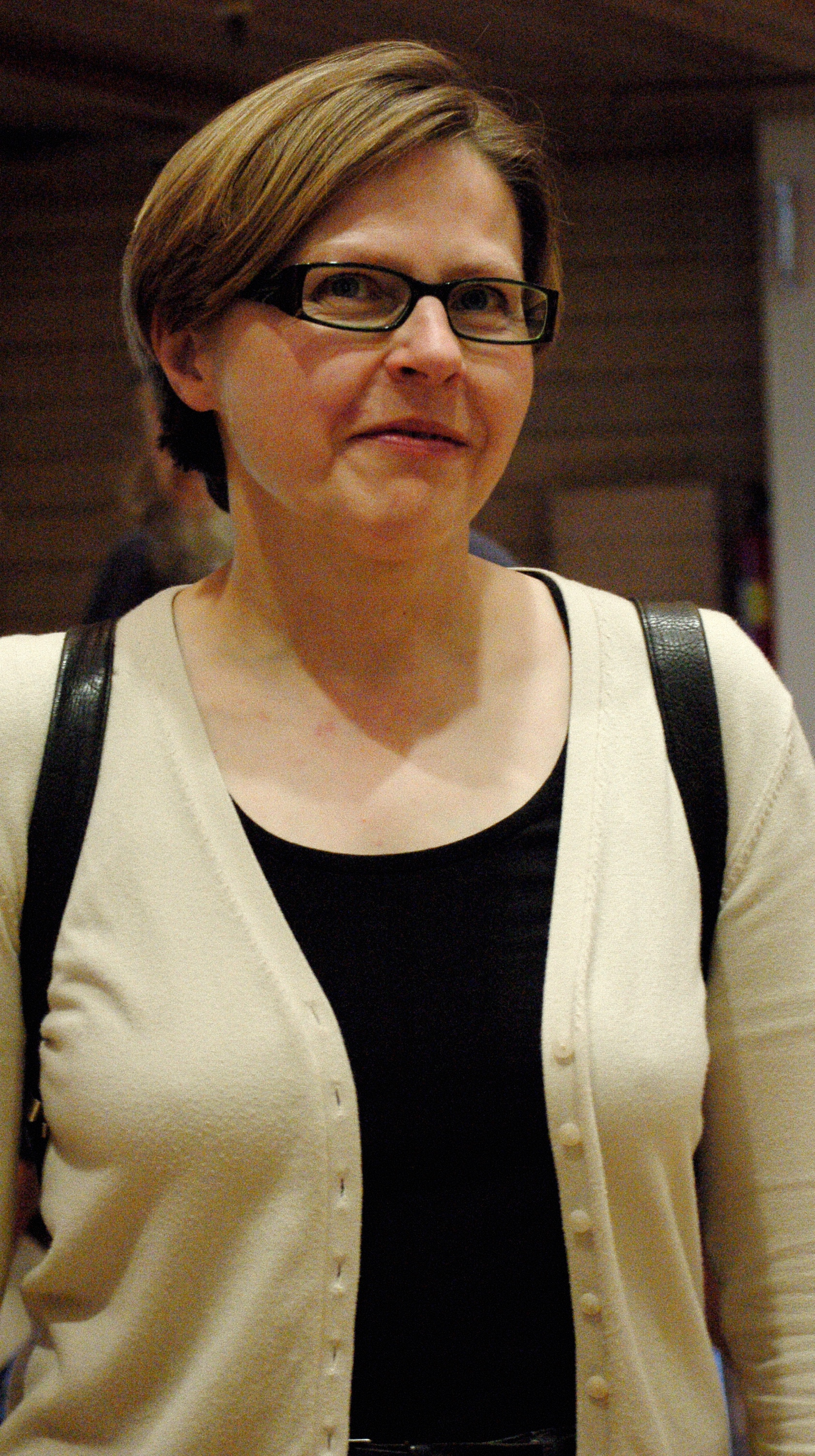
Одна из подписавших Хейди Хаутала, председатель комитета по правам человека Европейского парламента